# Ilke Wyludda
Ilke Wyludda, née le 28 mars 1969 à Leipzig (District de Leipzig) et morte le 1er décembre 2024 à Halle-sur-Saale (Saxe-Anhalt), est une athlète allemande, lanceuse de disque, pour la République démocratique allemande puis l'Allemagne.
Son plus grand succès est sa victoire aux Jeux olympiques d'été de 1996 à Atlanta. Elle est deux fois championne d’Europe et deux fois vice-championne du monde.

## Carrière sportive
En juniors, Ilke Wyludda pratiquait aussi le lancer du poids. Aussi bien au lancer du marteau que du poids elle a obtenu plusieurs médailles dans les compétitions internationales pour les juniors. Puis, elle se concentra sur le lancer du disque. Dans une épreuve qualificative (et inofficielle) en République démocratique allemande, elle lança à 75,36 m, ce qui constituerait la troisième distance jamais atteinte, mais elle perdit néanmoins face à Martina Hellmann et ne se qualifia pas pour les Jeux olympiques d'été de 1988. 
Le 13 septembre 1988, elle atteint à Berlin 74,40 m ce qui est encore le record du monde junior. En 1989, avec des victoires en coupe du monde, d'Europe et un titre de championne d'Europe, elle atteint le sommet de la discipline, enchaînant 41 victoires de suite, n'étant battue que par Tsvetanka Khristova aux championnats du monde de 1991. Après de décevants Jeux olympiques d'été de 1992 avec une modeste neuvième place et plusieurs blessures, une nouvelle série victorieuse commença en 1994. Celle-ci s'acheva après sa victoire aux Jeux olympiques d'été de 1996 à la suite d'une nouvelle pause forcée par des blessures. Elle manqua ainsi toute la saison 1997. Elle réussit un nouveau comeback sans toutefois obtenir de nouvelles médailles.

## Palmarès

### Jeux olympiques
- Jeux olympiques de 1992 à Barcelone ( Espagne) 
  - 9e au lancer du disque
- Jeux olympiques de 1996 à Atlanta ( États-Unis) 
  -  Médaille d'or au lancer du disque
- Jeux olympiques de 2000 à Sydney ( Australie) 
  - 7e au lancer du disque

### Championnats du monde d'athlétisme
- Championnats du monde d'athlétisme de 1987 à Rome ( Italie)
  - 4e au lancer du disque
- Championnats du monde d'athlétisme de 1991 à Tokyo ( Japon)
  -  Médaille d'argent au lancer du disque
- Championnats du monde d'athlétisme de 1993 à Stuttgart ( Allemagne)
  - 11e au lancer du disque
- Championnats du monde d'athlétisme de 1995 à Göteborg ( Suède)
  -  Médaille d'argent au lancer du disque

### Championnats d'Europe d'athlétisme
- Championnats d'Europe d'athlétisme de 1990 à Split ( Yougoslavie)
  -  Médaille d'or au lancer du disque
- Championnats d'Europe d'athlétisme de 1994 à Helsinki ( Finlande)
  -  Médaille d'or au lancer du disque
- Championnats d'Europe d'athlétisme de 1998 à Budapest ( Hongrie)
  - 6e au lancer du disque

## Records
- Record de monde junior avec 74,40 m le 13 septembre 1988 à Berlin
- 3e performance mondiale de tous les temps avec 74,56 m le 23 juillet 1989 à Neubrandenbourg (état juillet 2006)